# Lodowisko im. Adama „Rocha” Kowalskiego
Sztuczne lodowisko im. Adama „Rocha” Kowalskiego – obiekt, na którym swoje spotkania rozgrywa ekstraligowa drużyna hokejowa Cracovii. Lodowisko mieści się przy ulicy Siedleckiego 7 w krakowskiej dzielnicy Grzegórzki.
Społecznemu komitetowi budowy lodowiska przewodniczył hokeista Czesław Marchewczyk. Otwarcie obiektu miało miejsce dnia 18 lutego 1961 roku.
Pierwszym meczem jaki rozegrano na tym obiekcie był mecz Cracovia – Start Katowice, zakończony zwycięstwem gości 3:1. Rozegrany następnego dnia wieczorem rewanż dał zwycięstwo Cracovii 4:3. Mała tafla tegoż obiektu została wybudowana w 1966 roku.
W 1976 roku lodowisko przykryto halą. W drugiej połowie 1980 roku trwały prace przy zadaszeniu obiektu, wskutek czego po półrocznej przerwie drużyna Cracovii rozegrała mecz 29 listopada 1980.

## Dane
- wymiary tafli lodowiska: 28 × 58 m
- powierzchnia użytkowa: 6753,5 m²
- kubatura: 77 080 m³
- liczba widzów na trybunach: 2514 (wszystkie miejsca siedzące)